# المركز الدولي الإعلامي للشرق الأوسط
المركز الدولي الإعلامي للشرق الأوسط شبكة إخبارية مستقلة يديرها فلسطينيون يعيشون في دولة فلسطين ويعملون فيها بالتعاون مع صحفيين دوليين يقدمون تقارير باللغة الإنجليزية عن الأحداث الجارية والقضايا المتعلقة بفلسطين.

## لمحة تاريخية
بدأ المركز الدولي الإعلامي للشرق الأوسط عمله في عام 2002، وظهر في البداية كقسم واحد ضمن الموقع الإلكتروني الخاص بالمركز الفلسطيني للتقارب بين الشعوب (PCR)، وفي عام 2003 انفصل هذا القسم عن الموقع ليصبح كيانًا منفردا، وأنشئ له موقع منفصل على يد غسان أنضوني. كان الهدف من تأسيس المركز الدولي الإعلامي للشرق الأوسط هو تغطية الأحداث للجمهور العالمي من زاوية الرؤية الفلسطينية بعدما أظهرت البيانات التي جمعها المركز الفلسطيني للتقارب بين الشعوب أن معظم وسائل الإعلام العالمية لا ترسل صحفيين إلى القرى والبلدات الفلسطينية التي تتعرض لهجمات يومية على أيدي المستوطنين الإسرائيليين وجيش الاحتلال الإسرائيلي، ولكنهم يكتفون فقط بالحصول على المعلومات الواردة من المكتب الصحفي الحكومي، وهو وكالة حكومية إسرائيلية، بالاستعانة بصحفيين متمركزين في مدينة القدس فقط، حيث يرسل المكتب الصحفي الحكومي عبر البريد الإلكتروني بيانات إعلامية يومية للصحفيين الذين يقومون بعد ذلك بتحريرها بطريقة تناسب سياستهم التحريرية ونشرها.
قدم المركز الدولي الإعلامي للشرق الأوسط تغطية للأحداث الجارية في فلسطين باللغة الإسبانية لفترة وجيزة في عام 2008 بدعم من المتطوعين، ولكنه اضطر في وقت لاحق للتوقف عن ذلك بسبب نقص التمويل. وفي عام 2021 تحوّل المركز الدولي الإعلامي للشرق الأوسط إلى مشروع تدعمه منظمة غير ربحية يقع مقرها الرئيسي في الولايات المتحدة الأمريكية.